# Bisdom Ferns
Het bisdom Ferns (Latijn: Dioecesis Fernensis, Iers: Deoise Fhearna, Engels: Diocese of Ferns) is een Iers rooms-katholiek bisdom, dat grotendeels in het graafschap Wexford ligt, in het zuidoosten van Ierland. Een kleinere delen liggen in Wicklow en Carlow.

## Kathedraal

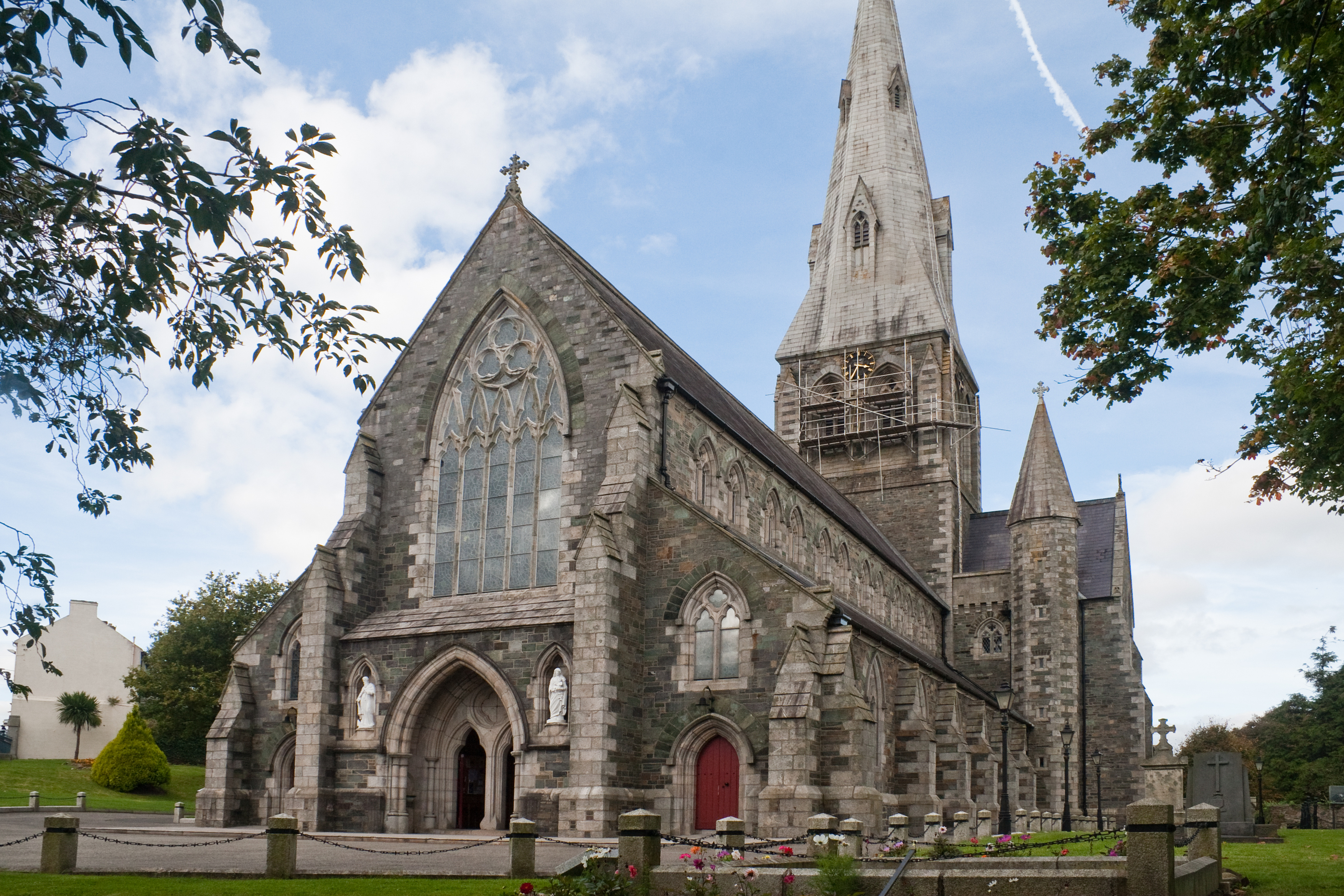
Kathedraal in Enniscorthy

De kathedraal van het bisdom is toegewijd aan de lokale patroonheilige van het bisdom  Máedóc van Ferns, in het Engels ook bekend als St Aidan. De huidige kathedraal staat in Enniscorthy en is gebouwd in 1848.
Zoals de naam van het bisdom aangeeft stond de oorspronkelijke zetel van het bisdom in Ferns. De kathedraal in die plaats is in gebruik bij de Church of Ireland.